# Hammy McMillan Jr.
Hammy McMillan Jr. est un curleur britannique, né le 29 mai 1992 à Stanraer.

## Palmarès

### Jeux olympiques
- Pékin 2022
  -  médaille d'argent[1]